# Nena (supercontinente)

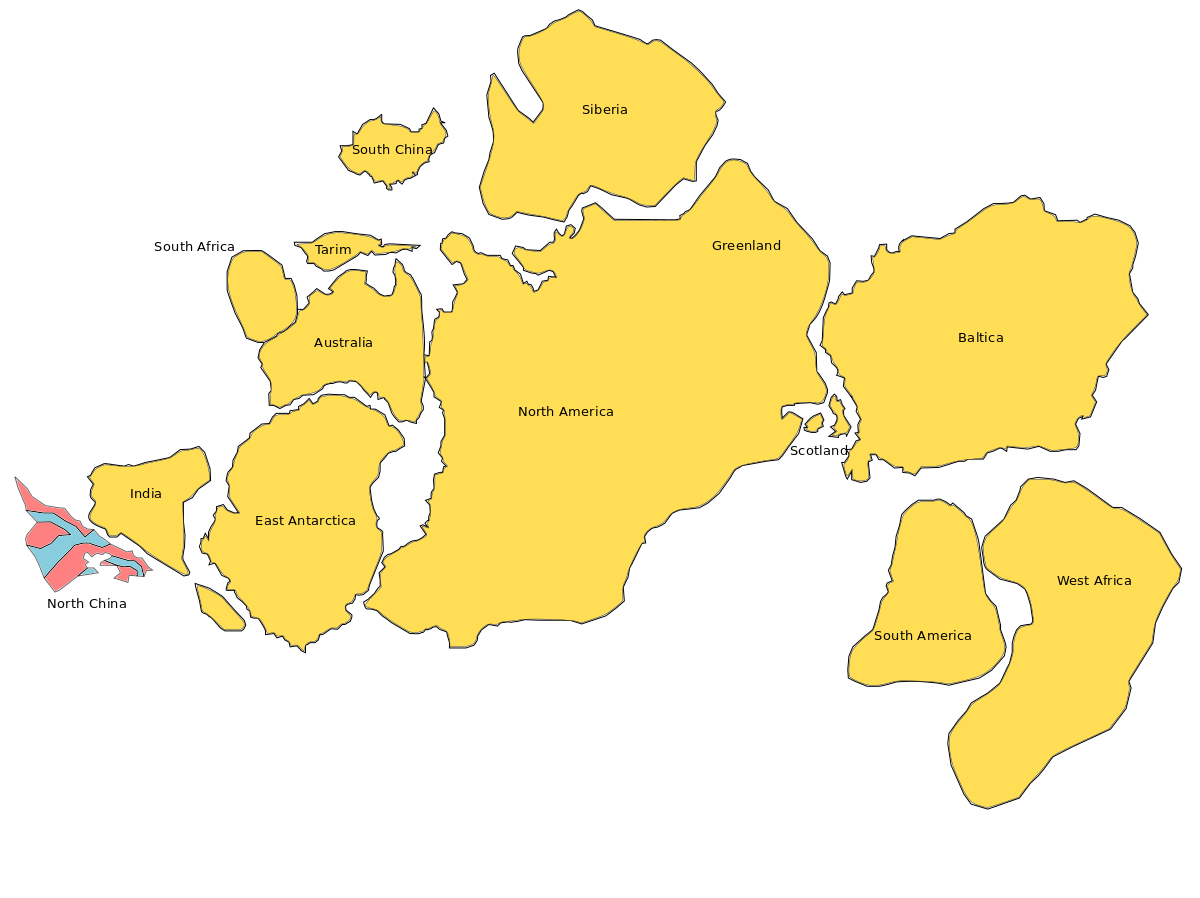
Imagem do supercontinente de Nena, com as localidades atuais dessas terras na época do supercontinente.

Nena foi um supercontinente que surgiu há aproximadamente 1800 milhões de anos e que comprendia a Sibéria, a Báltica, a Gronelândia e a América do Norte.
Nena uniu-se à Atlântica e Ur (que já era mais extenso) para formar Rodínia. O termo Nena é um acrónimo que deriva de "Norte da Europa e Norte da América".